# Wijkhuismeester
Een wijkhuismeester of buurtconciërge is een functie die steeds vaker in Nederland wordt ingezet, vaak in stedelijke wijken die extra aandacht behoeven of het risico lopen op verpaupering. In veel gevallen subsidieert de overheid deze functie.
De taken van de wijkhuismeester zijn vooral gericht op het realiseren van een optimale leefbaarheid van de wijk en  het op peil houden van de verhuurbaarheid van het vastgoed in de wijk. De wijkhuismeester levert een bijdrage aan het sociale klimaat in de wijk en houdt toezicht op de staat en het onderhoud van de straten, gevels, tuinen. De wijkhuismeester voert kleinere technische reparaties en diensten uit en tevens informeert hij de bewoners, houdt spreekuren voor hen en bewaakt de kwaliteit van de woningen en de woonomgeving.
Vaak wordt een wijkhuismeester aangesteld door een woningcorporatie. Facilitaire dienstverleners spelen in op de behoefte aan getrainde medewerkers die naast hun technische vaardigheden ook sociale bekwaamheden bezitten. Sinds 2008 bestaat er een "dag van de huismeester".